# Arakawa Eriko
Arakawa Eriko (荒川 恵理子 [Hoang Xuyên Huệ Lí Tử], sinh ngày 30 tháng 10 năm 1979) là một cầu thủ bóng đá nữ người Nhật Bản.

## Đội tuyển bóng đá nữ quốc gia Nhật Bản
Arakawa Eriko thi đấu cho đội tuyển bóng đá nữ quốc gia Nhật Bản từ năm 2000 đến 2011.

## Thống kê sự nghiệp
| Nhật Bản  | Nhật Bản | Nhật Bản |
| Năm       | Trận     | Bàn      |
| --------- | -------- | -------- |
| 2000      | 2        | 0        |
| 2001      | 0        | 0        |
| 2002      | 0        | 0        |
| 2003      | 13       | 5        |
| 2004      | 10       | 5        |
| 2005      | 0        | 0        |
| 2006      | 14       | 3        |
| 2007      | 15       | 4        |
| 2008      | 14       | 3        |
| 2009      | 1        | 0        |
| 2010      | 0        | 0        |
| 2011      | 3        | 0        |
| Tổng cộng | 72       | 20       |

## Bàn thắng quốc tế
| #   | Ngày                | Địa điểm                                                    | Đối thủ           | Bàn thắng | Kết quả | Giải đấu                            |
| --- | ------------------- | ----------------------------------------------------------- | ----------------- | --------- | ------- | ----------------------------------- |
| 1.  | 9 tháng 6 năm 2003  | Sân vận động Rajamangala, Băng Cốc, Thái Lan                | Philippines       | 2–0       | 15–0    | Giải vô địch bóng đá nữ châu Á 2003 |
| 2.  | 22 tháng 7 năm 2003 | Sân vận động Sendai, Sendai, Nhật Bản                       | Hàn Quốc          | 3–0       | 5–0     | Giao hữu                            |
| 3.  | 22 tháng 7 năm 2003 | Sân vận động Sendai, Sendai, Nhật Bản                       | Hàn Quốc          | 5–0       | 5–0     | Giao hữu                            |
| 6.  | 11 tháng 8 năm 2004 | Sân vận động Panthessaliko, Volos, Hy Lạp                   | Thụy Điển         | 1–0       | 1–0     | Thế vận hội Mùa hè 2004             |
| 16. | 15 tháng 4 năm 2007 | Sân vận động Thể thao Quân đội Thái Lan, Băng Cốc, Thái Lan | Thái Lan          | 2–0       | 4–0     | Vòng loại Thế vận hội Mùa hè 2008   |
| 17. | 3 tháng 6 năm 2007  | Sân vận động Olympic Quốc gia, Tokyo, Nhật Bản              | Hàn Quốc          | 3–0       | 6–1     | Vòng loại Thế vận hội Mùa hè 2008   |
| 18. | 21 tháng 2 năm 2008 | Sân vận động Vĩnh Xuyên, Trùng Khánh, Trung Quốc            | Hàn Quốc          | 1–0       | 2–0     | Giải vô địch bóng đá nữ Đông Á 2008 |
| 19. | 31 tháng 5 năm 2008 | Sân vận động Thống Nhất, Thành phố Hồ Chí Minh, Việt Nam    | Đài Bắc Trung Hoa | 4–0       | 11–0    | Cúp bóng đá nữ châu Á 2008          |
| 20. | 18 tháng 8 năm 2008 | Sân vận động Công nhân, Bắc Kinh, Trung Quốc                | Hoa Kỳ            | 2–4       | 2–4     | Thế vận hội Mùa hè 2008             |